# Jonathan Sawieh
Jonathan (auch Jonah) Sawieh (* 24. September 1975 in Monrovia, Liberia) ist ein ehemaliger liberianischer Fußballspieler. Er spielte 1998 für Eintracht Frankfurt in der 2. Fußball-Bundesliga und war Nationalspieler.

## Leben und Karriere
Sawieh spielte in Afrika bei Invincible Eleven (Liberia) und Africa Sports National (Elfenbeinküste), bevor er in die Nationalliga B zum FC Baden wechselte. Über den SV Waldhof Mannheim, für den er in der Regionalliga Süd spielte und außerdem zwei Einsätze im DFB-Pokal absolvierte, kam er im Januar 1998 zu Eintracht Frankfurt. Mit sieben Einsätzen in der 2. Bundesliga trug er zum Gewinn der Zweitliga-Meisterschaft bei, blieb aber ohne eigenen Torerfolg und erhielt keinen Anschlussvertrag. Es folgten weitere Stationen in der Türkei bei Kocaelispor, wo er 2002 den Türkischen Pokal gewann, sowie als Leihspieler bei İstanbulspor, bei Al-Ahli Manama (Bahrain) sowie bei Hapoel Jerusalem (Israel), wo er im Juli 2006 seine Karriere als aktiver Fußballspieler beendete.
Am 4. Juli 2004 kam er im WM-Qualifikationsspiel gegen Togo (0:0) zu seinem einzigen Einsatz in der liberianischen Nationalmannschaft.

## Erfolge
- Türkischer Pokalsieger 2002 mit Kocaelispor
- Meister der 2. Bundesliga 1998 mit Eintracht Frankfurt